# تو نمی‌تونی برنده بشی (ترانه)
«تو نمی‌تونی برنده بشی» (انگلیسی: You Can't Win) یک آهنگ آر اند بی، پاپ و سول است که توسط چارلی اسمالز نوشته و توسط هنرمند آمریکایی مایکل جکسون، که نقش مترسک را در فیلم موزیکال جادوگر در سال ۱۹۷۸ بازی کرد، اجرا شده است. این فیلم با حضور یک بازیگر آمریکایی-آفریقایی بر اساس موزیکال برادوی جادوگر در سال ۱۹۷۵ ساخته شد.